# Kwas mezakonowy
Kwas mezakonowy – organiczny związek chemiczny z grupy kwasów dikarboksylowych. Jest izomerem trans kwasu cytrakonowego.